# 欧菲莉亚·马里诺夫
欧菲莉亚·马里诺夫（英語：Ofelia Malinov，1996年2月29日—），意大利女子排球運動員，身高1.84米，司職二傳手，意大利國家女子排球隊隊员。效力於土超升班球隊澤仁體育俱樂部。
她代表意大利出戰2018年世界女子排球錦標賽奪得銀牌。
2021年9月4日，她代表意大利夺得2021年欧洲女子排球锦标赛冠军。

## 獎項

### 个人荣誉
- 2018年世界女子排球錦標賽：最佳二傳

### 國家隊
- 2018年世界女子排球錦標賽： - 銀牌
- 2021年欧洲女子排球锦标赛： - 冠军
- 2022年女子排球國家聯賽：   - 冠军